# 曼久尔·巴尔加瓦
曼朱尔·巴伽瓦（英語：Manjul Bhargava，1974年8月8日—），印度裔加拿大-美国数学家。他是普林斯顿大学教授，主要以对数论的研究知名。2014年，巴伽获费尔兹奖，获奖原因是“发展了数的几何的强有力的新方法，他用其计算了小秩环并界定了椭圆曲线的平均秩”。